# أحمد الصعري
أحمد الصعري ممثل مغربي مخضرم من مواليد الدارالبيضاء عام 1940. يعتبر الفنان أحمد الصعري من الجيل الأول للمسرحيين المغاربة، إذ بدأ مساره الفني في المسرح وعمره لم يتجاوز 16 سنة، من خلال مشاركته كمدرب في غابة المعمورة، منذ سنة 1956، صحبة فرقة التمثيل المغربي، التي كانت تضم الطيب الصديقي، وأحمد الطيب لعلج، و محمد عفيفي و عبد الصمد الكنفاوي و محمد الحبشي وغيرهم من رواد المسرح المغربي. خلال مساره الفني، التحق الصعري بفرقة المعمورة، ثم فرقة الطيب الصديقي، وانطلاقا من سنة 1965 عين أستاذا بالمعهد البلدي للموسيقى والمسرح والرقص بالدارالبيضاء، حيث تخرج على يديه عدد من نجوم الكوميديا والمسرح أمثال الكوميدي الحسين بنياز «باز»، والثنائي عزيز سعد الله و خديجة أسد، والمسرحي ميلود الحبشي.
توفي في 22 سبتمبر 2019 بالدار البيضاء عن سن يناهز 79 سنة.